# 蒭藁五
HD 14691，又名BD-11 448，SAO 148354、HR 692，是一颗恒星，视星等为5.46，位于銀經179.78，銀緯-63.15，其B1900.0坐标为赤經2h 17m 8s，赤緯-11° -63.15′ 55″。